# San José de Uré
San José de Uré – miasto w Kolumbii, w departamencie Córdoba.